# Дудук
Дудукът е български традиционен дървен духов музикален инструмент. Той представлява дървена тръба, дълга 25 – 40 см с шест пръстови отвора.
Разпространен е и сред народите на Кавказ, където е най-популярен в Армения, както и сред арменците, живеещи в чужбина. Най-старите исторически сведения за дудука са свързани с царуването на арменския цар Тигран II Велики (95 – 55 г. пр.н.е.). Звукът се генерира в резултат на вибрациите на две тръстикови тръби и се регулира чрез промяна на налягането на въздуха върху езика на инструмента.